# Benhard Janse van Rensburg
Pour les articles homonymes, voir Janse van Rensburg.
Pas d'image ? Cliquez ici

a Compétitions nationales et continentales officielles uniquement.

b Matchs officiels uniquement.
Dernière mise à jour le 14 mai 2025.
Benhard Janse van Rensburg, né le 14 janvier 1997 à Pretoria (Afrique du Sud), est un joueur sud-africain de rugby à XV jouant au poste de centre aux Bristol Bears.

## Biographie
Benhard Janse van Rensburg est retenu dans le groupe de l'équipe d'Afrique du Sud des moins de 20 ans pour le Championnat du monde junior 2016.
Il commence sa carrière en 2016 avec les Leopards, à seulement 19 ans. Il est ensuite recruté par les Sharks et les Natal Sharks qu'il rejoint l'année d'après. Il y fait ses débuts en Super Rugby.
Entre 2017 et 2018, il est prêté aux Southern Kings à cause de la concurrence de Curwin Bosch et Robert du Preez et participe au Pro14. Après ce court passage, il s'engage avec les Cheetahs et les Free State Cheetahs. Avec cette dernière équipe, il remporte la Currie Cup en 2019, après une victoire en finale 31 à 28 contre les Golden Lions.
En 2021, il joue brièvement pour le club japonais des NEC Green Rockets, puis rejoint les London Irish. À la fin de sa première saison, il prend part à la finale de Coupe d'Angleterre perdue 25 à 23, après prolongation, face aux Worcester Warriors.
Après la faillite des London Irish en 2023, Benhard Janse van Rensburg s'engage avec les Bristol Bears. Il sort alors de deux saisons pleines avec le club londonien. Il s'intègre rapidement dans sa nouvelle équipe et en devient l'un des meilleurs joueurs. Il est élu meilleur joueur du championnat anglais pour le mois d'avril 2024. À la fin de la saison 2023-2024, il est sélectionné dans l'équipe de la saison de Premiership.
Durant la saison 2024-2025, il souhaite changer de nationalité sportive pour représenter l'Angleterre, grâce au règlement de World Rugby, il peut normalement devenir éligible à partir de 2026 grâce à ses cinq années de résidence sur le territoire. Cependant, sa demande est rejetée car il n'est pas éligible puisqu'il a joué avec les moins de 20 ans sud-africains en 2016. Il est dans le même cas que Jacques Vermeulen,.

## Palmarès
- Membre de l'équipe type du Championnat d'Angleterre en 2025.